# Instituut voor Perceptie Onderzoek
Het Instituut voor Perceptie Onderzoek (ook bekend als 'IPO') was een Nederlands onderzoekscentrum op het terrein van de Technische Universiteit Eindhoven.

## Historie
Het Instituut voor Perceptie Onderzoek is opgericht in 1957 als een samenwerkingsverband van de Technische Universiteit Eindhoven en Philips Natuurkundig Laboratorium. Het richtte zich op mensgericht wetenschappelijk onderzoek vanuit een fundamentele invalshoek. Vanuit de gelijknamige stichting werd via een raad van beheer en een directeur gewerkt aan de onderwerpen:
- horen en spraak
- zien en lezen
- cognitie en communicatie

Het instituut was onder andere betrokken bij:
- Ontwerp vormgeving voor pagina-indeling en lettertype van teletekst[3][4].
- Compressietechniek voor geluid op de compact disc[5].
- Compressietechniek voor geluid op de digital compact cassette[6].